# Cartago en llamas
Cartago en llamas (italiano: Cartagine in fiamme) es una novela de aventuras del escritor italiano Emilio Salgari. Fue publicada en 1908.

## Trama
La tercera guerra púnica, (149 - 146 a. C.) Dos civilizaciones, Roma y Cartago, luchan por el dominio del Mediterráneo. Ambientado en los últimos días de Cartago, la historia de fondo son las aventuras y desventuras amorosas de Hiram, un capitán del legendario caudillo cartaginés Aníbal, y Ofir, la hija de un mercader.